# Pia Juul
Pia Juul (født 30. maj 1962 i Korsør, opvokset i Rørbæk i Himmerland, død 30. september 2020) var en prisbelønnet dansk digter, prosaist og dramatiker. Hun var desuden oversætter af bl.a. svenske, amerikanske og engelske romaner og var i en periode ansat som lærer ved Forfatterskolen. Fra 2005 og fremad var hun medlem af Det Danske Akademi.
Pia Juul døde den 30. september 2020 efter kort tids sygdom.

## Priser og hædersbevisninger
- 1992: Edith og Helge Rode Legatet
- 1988: Statens Kunstfonds tre-årige arbejdslegat
- 1994: Aarestrup-medaljen
- 1999: Statens Kunstfonds Produktionspræmie (uden ansøgning) for digtsamlingen sagde jeg, siger jeg
- 2003: Leo Estvads Legat
- 2004: Morten Nielsens Mindelegat
- 2006: Aage Barfoeds og Frank Lunds Legat
- 2006: Statens Kunstfonds arbejdslegat
- 2009: Danske Banks Litteraturpris for romanen »Mordet på Halland«
- 2010: Montanas Litteraturpris for digtsamlingen »Radioteatret«
- 2012: Kritikerprisen for novellesamlingen »Af sted, til stede«.
- 2012–2016: tildeling af Bakkehusmuseets legatbolig[4]
- 2015: Drachmannlegatet
- 2000: Det Danske Akademis Beatrice Prisen.[5]
- 2000–2020: Statens Kunstfonds livsvarige ydelse